# Lämmchesberg
Der Lämmchesberg ist ein 280 m ü. NHN hoher Berg in der kreisfreien Großstadt Kaiserslautern in Rheinland-Pfalz. Im gleichnamigen Stadtteil wohnen 10.914 Menschen.

## Berg
Der Lämmchesberg liegt gleich südlich des Hauptbahnhofs Kaiserslautern und westlich des Fritz-Walter-Stadions.

## Geschichte
Bis 1933 war der Berg unbebaut und bewaldet. 1934 standen dort vereinzelt Häuser, danach begann die eigentliche Bebauung im so genannten Landhaus-Stil. Die Straßennamen wurden mit engem Bezug auf den Wald gewählt: z. B. Im Kuckucksschlag, Auf der Hahnenbalz, Auf der Pirsch.
2012 wurde bei Renovierungsarbeiten eine größere Anzahl von behauenen und mit Bauzier versehenen Steinen gefunden, die der 1938 abgerissenen Synagoge zugeordnet wurden. Die damalige Abbruchfirma verkaufte offenbar die Steine als Baumaterial. Einige Stück sind im Stadtmuseum Kaiserslautern ausgestellt.

## Sehenswürdigkeiten
Auf dem Lämmchesberg steht die Pauluskirche, zudem kann man den Campus der Technischen Universität Kaiserslautern besichtigen, welcher einen Skulpturenpark beinhaltet.
Der Löwenburgkreisel wurde 2001 errichtet und zur Fußball-Weltmeisterschaft 2006 fertig gestellt. Die Figuren wurden von der Bildhauerin Christel Lechner angefertigt.
Der ehemalige Bungalow-Bau des Oberbürgermeisters Walter Sommer wurde im sachlichen Stil der 1950er Jahre gebaut, ist heute ein Restaurant und bietet wechselnde Kunstausstellungen verschiedener Künstler.
Die Pestalozzi-Schule ist ein unverändert erhaltener Bau aus den 1950er Jahren, er ist ein gutes Beispiel für den Schulbau dieser Zeit.
Das „Waldschlösschen“ ist ein repräsentativer Eingang zum Wald, früher war es ein Ausflugslokal, heute werden die Räume von der Künstlerwerksgemeinschaft Kaiserslautern genutzt. Der nahe Albrechtsbrunnen wird umgangssprachlich „Sau-Brünnchen“ genannt.

## Infrastruktur
Der Lämmchesberg verfügt über ein inhabergeführtes Hotel, einen Laden, eine hausärztliche Praxis, eine Tierarztpraxis, vier Kindergärten, einen Pizzaservice, eine Bäckerei, einen Friseur, zwei Gaststätten, eine Wäscherei, eine Multifunktionshalle und mehrere Sportvereine mit Gastronomie.

## Schulen
- Pestalozzischule
- Heinrich-Heine-Gymnasium (Sport- und Hochbegabtenzweige)
- TU Kaiserslautern (Technische Universität)

## Sport
Im Stadtteil Lämmchesberg gibt es die TSG 1861 Kaiserslautern mit größeren Sportanlagen. Einen Kletterverein (DAV) und den Unisport Kaiserslautern.

## Geographie
Der Lämmchesberg gehört zu den letzten Ausläufern des Vogesenmassivs und liegt im Süden der Kernstadt. Das Gebiet wird durch die Zollamtstraße, die Bremerstraße, Im Jungwald und die Trippstadter Straße begrenzt.